# پمپ حرارتی

گرمایش و سرمایش زمین‌منبع

پمپ حرارتی یا پمپ گرما، انرژی را از مبدأ کم‌دما به مقصدی که دمای بیشتری دارد، انتقال می‌دهد. این انتقال به کمک انرژی حرارتی زیاد نقطه با دمای بیشتر، یا انرژی مکانیکی انجام می‌پذیرد.
تفاوت پمپ حرارتی و دستگاهای تهویه مطبوع مرسوم این است که پمپ حرارتی می‌تواند حرارت را چه برای سرمایش و چه گرمایش انتقال دهد. پمپ حرارتی می‌تواند مانند چیلر یا سیستم‌های تبخیری تولید سرما کند که این عمل با چرخه سرمایش (مانند یخچال) امکان‌پذیر است. در مناطق سردسیر استفاده از پمپ حرارتی، بیشتر برای گرمایش است.
پمپ‌ حرارتی زمین‌گرما (GSHP)، دستگاهی مرکزی‌‎ست که گرما را از عمق زمین استخراج می‌کند؛ و در زمستان از زمین به عنوان منبع گرما، و در تابستان برای دفع گرما استفاده می‌کند.  این روش، در اصل یکی از روش‌های بهینه گرمایش و سرمایش است که در هزینه‌های گرما و سرما،  صرفه‌جویی شایانی می‌کند، و چنان‌چه با سلول‌ خورشیدی ترکیب شود، سیستم زمین‌خورشید را پدید می‌آورد، که بهره‌وری بیشتری دارد.

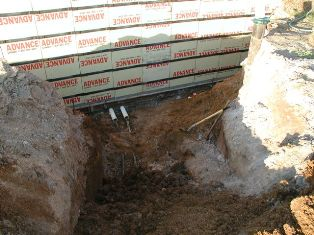
گرمایش و سرمایش زمین‌منبع

در مقاله‌های مهندسی انرژی، برای جلوگیری از اشتباه با نام نیروگاه‌های زمین‌گرما از عنوان‌های زیر استفاده می‌کنند.
- geoexchange انتقال دهنده به زمین
- earth-coupled همبستر با زمین
- earth energy انرژی زمین
- water-source heat pumps پمپ حرارتی با استفاده از مایعات گرم

در زمان نیاز به گرما، پمپ حرارتی زمین‌منبع در واقع از انرژی هستۀ زمین و انرژی جذب‌شده پوسته زمین در اثر تابش خورشید استفاده می‌کند، ولی در تابستان از این منابع برای دفع گرما و تولید سرما استفاده می‌کند.

## انواع پمپ‌های حرارتی تبادل زمینی
پمپ حرارتی تبادل زمینی کارآمدترین سامانه‌ تهویه (EPA) بنابر نظر آژانس حفاظت از محیط زیست است. تهویه مطبوع پویا از نظر انرژی، پاک‌ترین نوع از نظر زیست‌محیطی و به‌صرفه‌ترین نوع است
پمپ حرارتی اساساً یک وسیله تهویه مطبوع است که توانایی کار دوگانه دارد، یعنی در زمستان، یک وسیله گرمایشی و در تابستان، یک وسیله سرمایشی می‌شود. این پمپ سه بخش دارد:
1. مبدل حرارتی گرمای زمین (heat exchanger)
2. پمپ حرارتی (heat pump)
3. سامانه پخش‌کننده/ لیزر هوا (air delivery system)

مبدل حرارتی در واقع مجموعهای از لوله‌هاست. این دستگاه در زیر زمین، نزدیک ساختمان دفن شده‌است. مایع سیال (آب یا مخلوطی از آب و ضدیخ) در لوله‌ها حرکت می‌کند تا گرمای زمین را جذب کند یا از آن حرارت صرفنظر کند. در زمستان پمپ حرارتی گرما را از مبدل حرارتی گرفته و به سامانه تهویه هوای داخلی پمپ می‌کند. در تابستان، پمپ حرارتی گرما را از هوای داخل به مبدل گرمایی انتقال می‌دهد (نوعی تبادل فصلی گرما با زمین) از آب برای انتقال گرما از پمپ حرارتی به لایه فوقانی زمین و بر عکس استفاده می‌شود. این فرایند، شیوه‌های متفاوتی دارد و بهترین گزینه بستگی به شرایط بومی منطقه دارد.